# Nicko McBrain
Michael Henry McBrain (* 5. června 1952 Hackney, Londýn) je britský hudebník a skladatel, nejlépe známý bubeník heavymetalové skupiny Iron Maiden, kde působil mezi lety 1982 až 2024.
V 70. letech se objevil na několika albech Pata Traverse a mezi lety 1975 a 1976 také hrál se skupinou Streetwalkers. Na začátku 80. let hrál v kapele McKitty. Během vystoupení skupiny McKitty v Belgii se poprvé setkal s baskytaristou Stevem Harrisem z Iron Maiden, Harrisovi se líbilo jeho bubenické sólo, které vystřihl při poruše McKittyho kytary. K Iron Maiden se připojil roku 1982, když nahradil Cliva Burra. Prvním studiovým albem, na němž se podílel, bylo Piece of Mind z roku 1983. Nicko McBrain se také často objevuje v horních tabulkách různých žebříčků o bubenících, díky jeho schopnostem ve studiu i na pódiu. V žebříčku časopisu Rhythm 50 největších bubeníků všech dob dosáhl 18. pozice.
Jedinou píseň Iron Maiden, na které se podílel textově, je New Frontier z alba Dance of Death.
Jeho oblíbená alba Iron Maiden jsou Powerslave, Brave New World, A Matter of Life And Death a The Book of Souls.
V roce 2020 byl Nicko uveden do síně slávy Modern Drummer.
Od 31. března do 9. dubna 2022 byl na turné po floridských klubech se svou kapelou Nicko McBrain's Titanium Tart se kterou hrál hlavně starší písně Iron Maiden.[chybí lepší zdroj]
V srpnu 2023 Nicko veřejně prozradil, že v lednu 2023 utrpěl lehkou mrtvici a byl ochrnutý na pravou stranu od ramene dolů. Po 10 týdnech intenzivní fyzické terapie se Nicko mohl připojit ke zbytku kapely na zkouškách v květnu 2023, před jejich turné The Future Past Tour. Manažer skupiny Rod Smallwood také vydal prohlášení, v němž řekl: "Zbytek kapely a já si myslím, že to co Nicko dokázal od své mrtvice, ukazuje neuvěřitelnou víru a sílu vůle a my jsme na něj všichni velmi hrdí. S tímto novým a hudebně velmi před ním byl složitý proces učení, jen sklonil hlavu a soustředil se na zotavení. Upřímně jsme nevěděli, jestli bude schopen odehrát celou show, dokud v květnu nezačaly zkoušky kapely a od lidí se mu dostalo obrovské podpory kapely a pak opravdová úleva pro všechny, když jsme viděli, že to zvládne!"
7. prosince 2024 Nicko veřejně oznámil, že The Future Past Tour je jeho poslední turné a nebude pokračovat v koncertování s Iron Maiden. Ve skupině bude stále, ale v jiné roli. Nadále se bude věnovat svému obchodu s bicími nástroji a restauraci, kde bude občas jamovat s místní kapelou a stane se velvyslancem bicí značky British Drum Company, a nadále bude hrát v příležitostné kapele Titanium Tart. Jeho místo převzal bubeník Simon Dawson ze skupiny British Lion, což je vedlejší projekt Steva Harrise.
V lednu 2025 Nicko přiznal, že chtěl odejít z Iron Maiden, když se k nim měl vrátit Adrian Smith. Protože Nicka hluboce znepokojovala představa, že by byli šestičlenná kapela se třemi kytaristy.
V únoru 2025 Nicko v rozhovoru řekl: "Pořád to bylo dobré, ale cítil jsem, že tomu nedávám 100 procent. Ale víš, nemohl jsem to dát na 100 procent kvůli mrtvici. O odchodu jsem se trochu rozhodl během severoamerického části The Future Past Tour. Bylo to něco, na co jsem myslel minulý rok, předloni začátkem roku 2023. Přemýšlel jsem po skončení toho turné, jdu, no, mám to oznámit kapele? Ale říkal jsem si, ne, přežiju The Future Past Tour a pak se uvidí. A nechme to pro nás z cesty. A jak jsme se dostali na severoamerické turné, pomyslel jsem si, víš, je čas to svázat, Nicku. Být v kapele 42 let... nebylo to v žádném případě snadné rozhodnutí." Také přiznal, že se bude podílet na menším hudebním projektu ve funkrockovém stylu.

## Biografie
Nicko se chtěl naučit hrát na bicí jako malý, poté co viděl Joa Morella se skupinou The Dave Brubeck Quartet vystupovat v televizi.[zdroj⁠?!] Když mu bylo deset začal hrát na bicí z hrnců, pánví a jiných kuchyňských potřeb předtím než se jeho rodiče zděsili z toho, že začal bubnovat na plynový sporák s párem nožů a úplně sedřel lak.[zdroj⁠?!] McBrain připomíná, že mu bylo jedenáct nebo dvanáct, když mu jeho otec koupil první bicí soupravu "která byla jednoduše jeden virbl, jeden tom-tom, dvě paličky a pár metliček." Se školními kapelami brzy začal hrát písně od The Beatles a The Rolling Stones.

## Osobní život
Nicko je ženatý s Rebeccou McBrain (rozená Dempsey) a má dva syny Nicholase (1983) a Justina (1992).
Nicko žije na Floridě v Boca Raton a je od roku 1999 znovuzrozený křesťanem. Je velkým fanouškem snookeru. Ve volném čase hraje rád golf i během turné s Iron Maiden hrál golf a to i se svým kamarádem a kolegou Davem Murrayem.
Nicko je velkým příznivcem britských automobilů Jaguar. Britská automobilka postavila Nickovi vlastní modely Jaguar XKR-S a Jaguar XJ. Dokonce má pilotní průkaz stejně jako jeho kolega a kamarád Bruce Dickonson.
Nicko od roku 2015 nepije alkohol.
V prosinci 2022 Nicko veřejně přiznal, že mu byla v roce 2020 během turné Legacy of the Beast Tour diagnostikována rakovina hrtanu. Nádor byl podchycen v raném stádiu a úspěšně byl okamžitě odoperován.

## Styl bubnování
Nickovo bubnování bylo důležitým prvkem zvuku Iron Maiden od Piece of Mind z roku 1983, přičemž kytarista Adrian Smith poznamenává, že „vždy měl řízky a techniku, ale v Maiden opravdu explodoval, až do bodu, kdy spousta věcí udělali jsme poté, co se připojil byl založen na jeho hraní, všech těch rušných vzorech, které dělá, a ukázal ohromnou techniku."
Bývalý Nickův bicí technik uvedl, že na World Slavery Tour by někteří bubeníci označovali McBraina za „chobotnici“ po svědkem toho, jak mu jeho výdrž dává schopnost používat celou svou velkou bicí soupravu ve shodě.
Je známý tím, že nepoužívá double basový pedál, přičemž Dickinson poznamenal, že jej odmítl použít na “Where Eagles Dare“ a považoval je za „nebujaré“. Úvodní skladba alba Piece of Mind, “Where Eagles Dare“, skvěle ukazuje Nickovu schopnost velmi rychle používat single basový pedál. Tvrdí, že dvojitý pedál použil pouze jednou na “Face in the Sand“ z Dance of Death, přičemž preferoval použití jednoduchého pedálu DW 5000 Accelerator. Od roku 2000 hraje Nicko naboso a uvádí, že mu to dává „více svobody“. 
Steve Harris poznamenává, že „...umí hrát všechny druhy hudby. Bubeníci z jiných kapel sedí za ním, aby viděli, co dělá, ale on má svou sadu, takže se většinu času ani nedívá do čeho bije.“ Poté, co se Nicko v roce 1982 ke kapele připojil Harris také poznamenal, jak mnohem snazší bylo hraní s McBrainem pro skládání s Adrianem Smithem tvrdil, že: „Steve s ním rád hraje přes tyto basové a bicí vzory."
Nicko používá zadní konec své levé paličky, aby umožnil silnější "údery do bubínku".
V roce 2019 Nicko prozradil, že musel po dlouhé době změnit svůj styl sezení za bicími kvůli bolesti zad. Protože od roku 1976 vždy seděl za bicími příliš nízko, a nešlo ho moc díky tomu za bicími vidět. Proto od roku 2016 na doporučení svého fyzioterapeuta a chiropraktika sedí o nějakých 2 až 3 palce výš. Díky tomu taky musel hardware bicích trochu snížit.

## Vybavení
Nicko používal bicí značky British Drum Company, činely Paiste a paličky Vic Firth. Dříve používal bicí Sonora Premier, a blány Remo.

### Bicí souprava ve studiu a turné

#### British Drum Company Icarus Custom Drum Kit
- 6" x 8" Oak Tom
- 8" x 8" Oak Tom
- 10" x 10" Oak Tom
- 12" x 12" Oak Tom
- 13" x 13" Oak Tom
- 14" x 14" Oak Tom
- 15" x 15" Oak Tom
- 16" x 16" Oak Tom
- 18" x 16" Oak Floor Tom
- 24" x 18" Oak Bass Drum
- 14" x 6,5" Icarus Oak Snare[13]
- 14" x 6,5" Talisman Steel Snare Drum[14]

### Domácí bicí souprava

#### British Drum Company Legend Series
- 10" x 7" Birch Tom
- 12" x 8" Birch Tom
- 14" x 14" Birch Floor Tom
- 16" x 16" Birch Floor Tom
- 22" x 16" Birch Bass Drum
- 14" x 6,5" Talisman Steel Snare